# 주한
주한(朱漢, ? ~ 191년)은 중국 후한 말의 무장으로, 사례(司隸) 하내군(河內郡) 사람이다.

## 생애
초평(初平) 2년(191년) 7월, 한복(韓馥)은 기주목(冀州牧)의 지위를 원소(袁紹)에게 양도하였다. 원소는 주한을 도관종사(都官從事)에 임명하였다.
주한은 이전에 한복에게 냉대를 받아 원한을 품고 있었던 데다, 원소에게 영합하기 위해서 멋대로 병사들을 모아 한복의 집을 포위하고 칼을 들고 지붕으로 올라갔다. 한복은 성루 위로 달아나 위험을 피했으나, 주한은 한복의 큰아이를 잡아 나무 몽둥이로 다리를 쳐 부러뜨렸다. 이 일을 계기로 한복은 원소에게서 달아나 장막(張邈)에게 의탁하였고, 원소는 곧바로 주한을 잡아 죽였다.